# Fiesta de Nuestra Señora del Carmen (Cangas del Narcea)
La Fiesta de Nuestra Señora del Carmen o La Descarga es una fiesta que se celebra en la localidad asturiana de Cangas del Narcea.
La fiesta se celebra el día del Carmen, el 16 de julio.
La fiesta comienza el día 14 de julio, se realiza el pregón y una descarga, seguidos del desfile de las numerosas peñas que existen en la villa. Tras el desfile se reparten el vino y el bollo, algo que se ha convertido en toda una tradición. La víspera, el día 15 de julio, a medianoche, se celebra el lanzamiento de fuegos artificiales por parte de las peñas.
El día 16 por la mañana tiene lugar una procesión, en la que se lleva la imagen de la Virgen desde la capilla, lugar donde permanece todo el año, hasta la basílica de Santa María Magdalena. Durante el trayecto se tiran dos descargas: una cuando la virgen llega a la plaza del Ayuntamiento y la otra a su llegada a la capilla.
Sobre las ocho de la tarde, tras la misa, la imagen de la Virgen vuelve a su lugar habitual, seguida por cientos de personas, entre las que se encuentra la banda de música. Todos aguardan el momento en el que esta llegue al centro del puente romano.
Es entonces cuando comienza "La Descarga", el acto más importante de todas las fiestas. Esta consiste en la suelta de miles de voladores de todo tamaño, en tan sólo 7 u 8 minutos. La asociación que la organiza cada año es la sociedad de artesanos de Cangas, que cuenta con más de 3.000 socios.
La Descarga se lleva a cabo gracias a unos trescientos tiradores con sus apurridores (los ayudantes que pasan los voladores), y en un tiempo de unos tres minutos queman varias docenas. Después, la otra parte es mecánica; es decir, se realiza con máquinas especializadas en este tipo de acontecimientos.
La Descarga la organiza, financia, encarga, coloca y dispara exclusivamente la sociedad, con la peña el refuerzo y el final de la andolina. Los socios colocan los voladores, los cebos, las barradas que son propiedad de artesanos, las mechas, etc. y más tarde los encienden para que dé comienzo el espectáculo.
La sociedad como tal se fundó en 1902, pero antes ya existía la Descarga. Hay varias vertientes: una que se hizo cuando los franceses quisieron conquistar Cangas y otra y más factible un grupo de Gijón que trabajaba en Cangas se unió para festejar a la Virgen marinera y empezó a quemar cohetes que había en Cangas. Desde hace mucho existía dos pirotecnias Pablo y Cantarín, actualmente sigue en Cangas pirotecnia Pablo.
La descarga se financia con la ayuda de socios y algún refuerzo, lo que le confiere un toque particular.
Las medidas de seguridad son muy importantes y hay charlas días antes para concienciar a la población. Actualmente es el evento pirotécnico más seguro, según Cruz Roja, aunque en algunas ocasiones no se pueden evitar algunos problemas.
Peñas de la Pólvora:
1. - El arbolín
2. - Barriga Hubiera
3. - El Cachu
4. - El Sarmiento
5. - La Amistad
6. - L'Andolina
7. - La Mecha
8. - La Madreña
9. - La Xarana
10. - L'Estruendu
11. - El Refuerzo
12. - La Folixa
13. - El Barrico
14. - La Carcasa
15. - La Candelina
16. - El Palenque
17. - La Castaña
18. - El Estallido
19. - El Mortero
20. - EL Espolín
21. - El Xareu
22. - La Esencia
23. - La Tirada
24. - El voladorón
25. - El reencuentro
26. - Juerga Civil
27. - El Carmen
28. - La Girolina
29. - La Gandaya
30. - La Polvorilla
31. - La Parva
32. - El Chisquero
33. - La Ramilletera
34. - El Xiringo
35. - La Romería
36. - La Traca

- Datos: Q5861677